# Evelin Matt
Evelin Matt (* 23. Dezember 1934 in Dresden; † 18. August 2024 in Berlin) war eine deutsche Fernsehproduzentin und Drehbuchautorin.

## Leben
Über die Herkunft von Evelin Matt sind keine öffentlichen Informationen bekannt.
Evelin Matt war als Produzentin, Redakteurin und Drehbuchautorin über drei Jahrzehnte lang beim Fernsehen der DDR (DFF) angestellt und entwickelte in ihrer Funktion dort im Laufe der Jahre zahlreiche Konzepte für Fernsehshows.
Matt gilt als Mit-Erfinderin und Entwicklerin der von Januar 1972 bis zum Dezember 1992 sechsmal jährlich ausgestrahlten Abendshow Ein Kessel Buntes. Sie war auch Erfinderin der Unterhaltungsshow Glück muß man haben, die ab 1985 zunächst im DDR-Fernsehen und dann nach der Wiedervereinigung bis zum Jahr 1997 im MDR Fernsehen ausgestrahlt und von Wolfgang Lippert moderiert wurde. Auch die Sendung Schätzen Sie mal wurde von ihr initiiert.
Evelin Matt starb im August 2024 im Alter von 89 Jahren.